# 天氣雷達圖像 (香港)
香港天氣雷達圖像指由香港天文台提供的雷達圖像服務，圖像來源於位處全港最高峰大帽山之雷達陣地，以及大老山的多普勒雷達站，雷達每掃瞄一次天空可得到半徑約512公里範圍內的雨帶數據資料。
天文台網頁的主頁會展示雷達半徑256公里以內的掃瞄，另可選擇半徑128或64公里的高解析版本，64公里範圍的圖像每6分鐘更新一次；128及256公里範圍的圖像每12分鐘更新一次。此外，512公里圖像僅向香港航空業者提供，其更新速度不詳。 
立體天氣雷達圖像提供一個約64公里x64公里範圍內的立體雲層分佈狀況圖像，有助了解雷雨區的位置、發展和消散情況。
這些圖像有助分析香港的天氣情況，而圖片的顏色深度則表示雨量大的區域，相反者則為小。值得留意的是，天氣雷達可能會接收到非來自降雨的反射信號。

## 外部連結
- （繁體中文） 天氣雷達圖像
- （繁體中文） 立體天氣雷達圖像
- （繁體中文） 香港天氣雷達觀測介紹